# Alexis Mac Allister
Alexis Mac Allister (Santa Rosa, 24 dicembre 1998) è un calciatore argentino, centrocampista del Liverpool e della nazionale argentina, con cui è diventato campione del mondo nel 2022 e campione del Sud America nel 2024.

## Biografia
Il padre Carlos ha collezionato tre presenze con la nazionale argentina, mentre i fratelli maggiori Kevin e Francis sono anch'essi calciatori professionisti. Ha origini italiane e scozzesi.

## Caratteristiche tecniche
Ha ricoperto diversi ruoli nel centrocampo tra cui mezz'ala, trequartista e regista. Ha la capacità di ricevere tra le linee, più profondo o alle spalle degli avversari, anche sotto una significativa pressione. Possiede consapevolezza dello spazio, posizionandosi in modo astuto in relazione all'opposizione. È dotato anche di un buon tiro, soprattutto da fuori area, nei calci piazzati e anche da rigore.
Cerca di ricevere palla con un mezzo giro e far progredire il gioco verso l'avanti; ciò può significare guadagnare terreno immediato avanzando rapidamente al secondo tocco, oppure collegarsi e combinare con i compagni di squadra in avanti. In entrambi i casi, prendere decisioni intelligenti al secondo tocco è un suo punto di forza. Ricorda molto İlkay Gündoğan e Luka Modrić per lo stile di gioco.

## Carriera

### Club

#### Gli inizi
Calcisticamente cresciuto nel settore giovanile dell'Argentinos Juniors, ha esordito in prima squadra il 3 novembre 2016, in occasione della partita di Primera B Nacional (seconda divisione argentina) vinta per 1-0 contro l'Atlético Paraná all'Estadio Diego Armando Maradona.

#### Brighton e parentesi al Boca Juniors

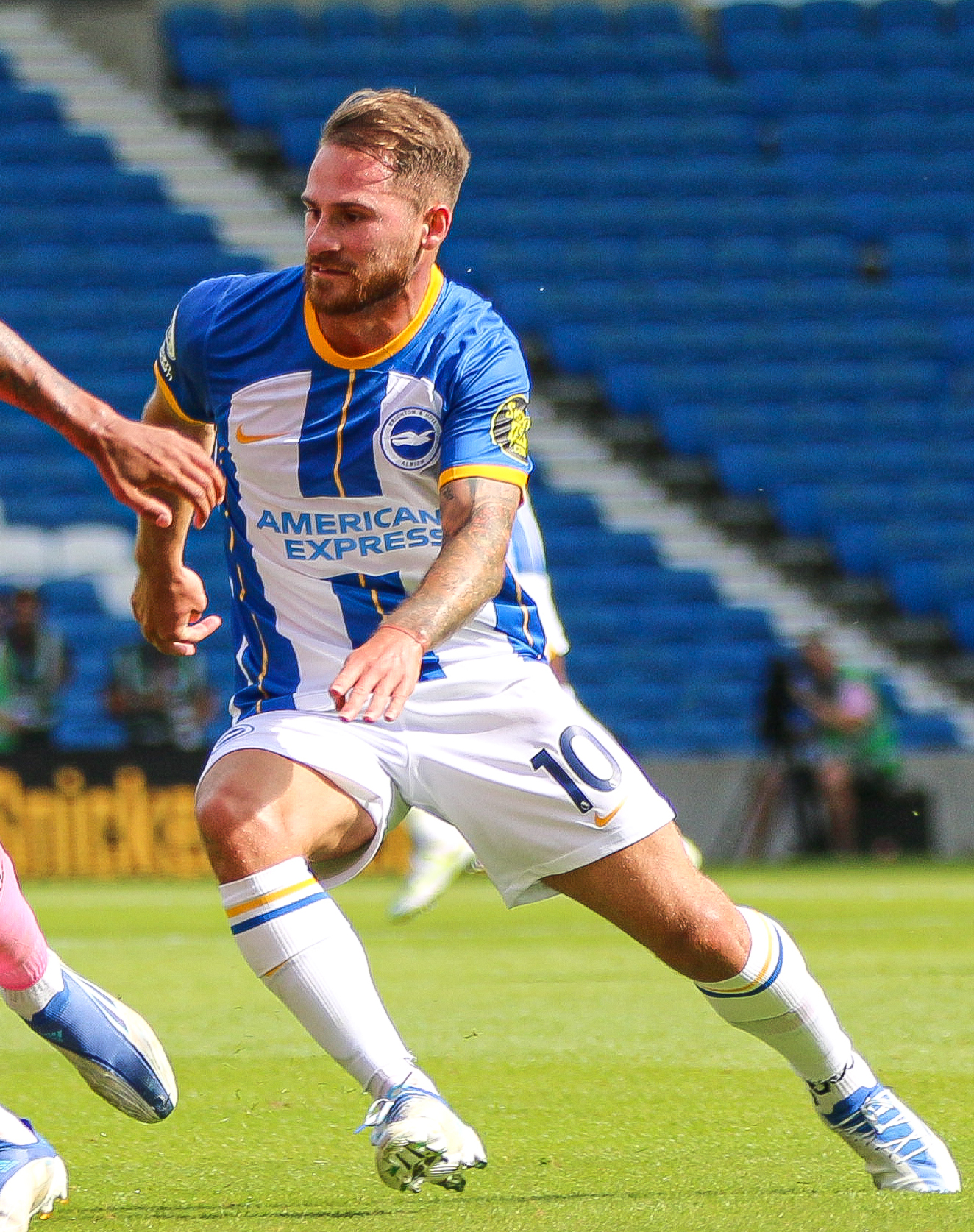
Alexis Mac Allister col nel 2022.

Il 24 gennaio 2019 è stato acquistato dagli inglesi del Brighton per circa dieci milioni di euro, che contestualmente lo ha lasciato in prestito all'Argentinos Juniors sino al termine della stagione.
Il 18 giugno 2019 è passato in prestito al Boca Juniors, con cui ha esordito il 25 luglio seguente segnando sùbito un gol contro l'Athl. Paranaense negli ottavi di finale di Copa Libertadores.
Nel gennaio 2020 viene richiamato dal Brighton, con cui ha fatto il suo esordio con la nuova maglia il 7 marzo seguente, nella partita di Premier League pareggiata per 0-0 sul campo del Wolverhampton.

#### Liverpool
Dopo tre stagioni e mezzo a Brighton, l'8 giugno 2023 viene acquistato dal Liverpool. Il 19 agosto, all'esordio ad Anfield contro il Bournemouth, riceve il primo cartellino rosso in carriera.

### Nazionale
Ha esordito con la nazionale argentina il 5 settembre 2019, nell'amichevole pareggiata per 0-0 contro il Cile a Los Angeles.
Convocato per i Mondiali 2022, il 30 novembre realizza il suo primo gol per l'albiceleste in occasione del successo per 2-0 ai gironi contro la Polonia. Al termine del torneo, in cui lui ha ben figurato, si laurea campione del mondo, dopo il successo ai rigori contro la Francia, in cui è anche protagonista fornendo l'assist per il temporaneo 2-0 a Di María.

## Statistiche

### Presenze e reti nei club
Statistiche aggiornate al 16 agosto 2025
| Stagione                  | Squadra                   | Campionato                | Campionato | Campionato | Coppe nazionali | Coppe nazionali | Coppe nazionali | Coppe continentali | Coppe continentali | Coppe continentali | Altre coppe | Altre coppe | Altre coppe | Totale | Totale |
| Stagione                  | Squadra                   | Comp                      | Pres       | Reti       | Comp            | Pres            | Reti            | Comp               | Pres               | Reti               | Comp        | Pres        | Reti        | Pres   | Reti   |
| ------------------------- | ------------------------- | ------------------------- | ---------- | ---------- | --------------- | --------------- | --------------- | ------------------ | ------------------ | ------------------ | ----------- | ----------- | ----------- | ------ | ------ |
| 2016-2017                 | Argentinos Juniors        | BN                        | 23         | 3          | CA              | 0               | 0               | -                  | -                  | -                  | -           | -           | -           | 23     | 3      |
| 2017-2018                 | Argentinos Juniors        | PD                        | 25         | 2          | CA              | 1               | 0               | -                  | -                  | -                  | -           | -           | -           | 26     | 2      |
| 2018-2019                 | Argentinos Juniors        | PD                        | 19         | 5          | CA+CdL          | 3+7             | 1+1             | CS                 | 4                  | 0                  | -           | -           | -           | 33     | 7      |
| Totale Argentinos Juniors | Totale Argentinos Juniors | Totale Argentinos Juniors | 67         | 10         |                 | 11              | 2               |                    | 4                  | 0                  |             | -           | -           | 82     | 12     |
| 2019- gen. 2020           | Boca Juniors              | PD                        | 13         | 1          | CA              | 1               | 0               | CL                 | 6                  | 1                  | -           | -           | -           | 20     | 2      |
| gen.-giu. 2020            | Brighton                  | PL                        | 9          | 0          | FACup+CdL       | -               | -               | -                  | -                  | -                  | -           | -           | -           | 9      | 0      |
| 2020-2021                 | Brighton                  | PL                        | 21         | 1          | FACup+CdL       | 3+3             | 0+2             | -                  | -                  | -                  | -           | -           | -           | 27     | 3      |
| 2021-2022                 | Brighton                  | PL                        | 33         | 5          | FACup+CdL       | 1+2             | 0               | -                  | -                  | -                  | -           | -           | -           | 36     | 5      |
| 2022-2023                 | Brighton                  | PL                        | 35         | 10         | FACup+CdL       | 5+0             | 2+0             | -                  | -                  | -                  | -           | -           | -           | 40     | 12     |
| Totale Brighton           | Totale Brighton           | Totale Brighton           | 98         | 16         |                 | 14              | 4               |                    | 0                  | 0                  |             | -           | -           | 112    | 20     |
| 2023-2024                 | Liverpool                 | PL                        | 33         | 5          | FACup+CdL       | 3+4             | 1+0             | UEL                | 6                  | 1                  | -           | -           | -           | 46     | 7      |
| 2024-2025                 | Liverpool                 | PL                        | 35         | 5          | FACup+CdL       | 0+6             | 0+0             | UCL                | 8                  | 2                  | -           | -           | -           | 49     | 7      |
| 2025-2026                 | Liverpool                 | PL                        | 1          | 0          | FACup+CdL       | 0+0             | -               | UCL                | 0                  | 0                  | CS          | 0           | 0           | 1      | 0      |
| Totale Liverpool          | Totale Liverpool          | Totale Liverpool          | 69         | 10         |                 | 13              | 1               |                    | 14                 | 3                  |             | -           | -           | 96     | 14     |
| Totale carriera           | Totale carriera           | Totale carriera           | 247        | 37         |                 | 45              | 7               |                    | 24                 | 4                  |             | -           | -           | 310    | 48     |

### Cronologia presenze e reti in nazionale
| Cronologia completa delle presenze e delle reti in nazionale ― Argentina | Cronologia completa delle presenze e delle reti in nazionale ― Argentina | Cronologia completa delle presenze e delle reti in nazionale ― Argentina | Cronologia completa delle presenze e delle reti in nazionale ― Argentina | Cronologia completa delle presenze e delle reti in nazionale ― Argentina | Cronologia completa delle presenze e delle reti in nazionale ― Argentina | Cronologia completa delle presenze e delle reti in nazionale ― Argentina | Cronologia completa delle presenze e delle reti in nazionale ― Argentina |
| Data                                                                     | Città                                                                    | In casa                                                                  | Risultato                                                                | Ospiti                                                                   | Competizione                                                             | Reti                                                                     | Note                                                                     |
| ------------------------------------------------------------------------ | ------------------------------------------------------------------------ | ------------------------------------------------------------------------ | ------------------------------------------------------------------------ | ------------------------------------------------------------------------ | ------------------------------------------------------------------------ | ------------------------------------------------------------------------ | ------------------------------------------------------------------------ |
| 5-9-2019                                                                 | Los Angeles                                                              | Cile                                                                     | 0 – 0                                                                    | Argentina                                                                | Amichevole                                                               | -                                                                        | 70’                                                                      |
| 10-9-2019                                                                | San Antonio                                                              | Argentina                                                                | 4 – 0                                                                    | Messico                                                                  | Amichevole                                                               | -                                                                        | 65’                                                                      |
| 24-3-2022                                                                | Buenos Aires                                                             | Argentina                                                                | 3 – 0                                                                    | Venezuela                                                                | Qual. Mondiali 2022                                                      | -                                                                        | 70’                                                                      |
| 29-3-2022                                                                | Guayaquil                                                                | Ecuador                                                                  | 1 – 1                                                                    | Argentina                                                                | Qual. Mondiali 2022                                                      | -                                                                        | 18’                                                                      |
| 5-6-2022                                                                 | Pamplona                                                                 | Argentina                                                                | 5 – 0                                                                    | Estonia                                                                  | Amichevole                                                               | -                                                                        | 62’                                                                      |
| 23-9-2022                                                                | Miami Gardens                                                            | Argentina                                                                | 3 – 0                                                                    | Honduras                                                                 | Amichevole                                                               | -                                                                        | 72’                                                                      |
| 28-9-2022                                                                | Harrison                                                                 | Argentina                                                                | 3 – 0                                                                    | Giamaica                                                                 | Amichevole                                                               | -                                                                        | 72’                                                                      |
| 16-11-2022                                                               | Abu Dhabi                                                                | Emirati Arabi Uniti                                                      | 0 – 5                                                                    | Argentina                                                                | Amichevole                                                               | -                                                                        | 46’                                                                      |
| 26-11-2022                                                               | Lusail                                                                   | Argentina                                                                | 2 – 0                                                                    | Messico                                                                  | Mondiali 2022 - 1º turno                                                 | -                                                                        | 69’                                                                      |
| 30-11-2022                                                               | Doha                                                                     | Polonia                                                                  | 0 – 2                                                                    | Argentina                                                                | Mondiali 2022 - 1º turno                                                 | 1                                                                        | 84’                                                                      |
| 3-12-2022                                                                | Al Rayyan                                                                | Argentina                                                                | 2 – 1                                                                    | Australia                                                                | Mondiali 2022 - Ottavi di finale                                         | -                                                                        | 80’                                                                      |
| 9-12-2022                                                                | Lusail                                                                   | Paesi Bassi                                                              | 2 – 2 dts (3 – 4 dtr)                                                    | Argentina                                                                | Mondiali 2022 - Quarti di finale                                         | -                                                                        |                                                                          |
| 13-12-2022                                                               | Lusail                                                                   | Argentina                                                                | 3 – 0                                                                    | Croazia                                                                  | Mondiali 2022 - Semifinale                                               | -                                                                        | 86’                                                                      |
| 18-12-2022                                                               | Lusail                                                                   | Argentina                                                                | 3 – 3 dts (4 – 2 dtr)                                                    | Francia                                                                  | Mondiali 2022 - Finale                                                   | -                                                                        | 116’                                                                     |
| 23-3-2023                                                                | Buenos Aires                                                             | Argentina                                                                | 2 – 0                                                                    | Panama                                                                   | Amichevole                                                               | -                                                                        | 46’                                                                      |
| 28-3-2023                                                                | Santiago del Estero                                                      | Argentina                                                                | 7 – 0                                                                    | Curaçao                                                                  | Amichevole                                                               | -                                                                        | 50’                                                                      |
| 15-6-2023                                                                | Pechino                                                                  | Argentina                                                                | 2 – 0                                                                    | Australia                                                                | Amichevole                                                               | -                                                                        | 59’                                                                      |
| 7-9-2023                                                                 | Buenos Aires                                                             | Argentina                                                                | 1 – 0                                                                    | Ecuador                                                                  | Qual. Mondiali 2026                                                      | -                                                                        | 77’                                                                      |
| 12-9-2023                                                                | La Paz                                                                   | Bolivia                                                                  | 0 – 3                                                                    | Argentina                                                                | Qual. Mondiali 2026                                                      | -                                                                        | 85’                                                                      |
| 12-10-2023                                                               | Buenos Aires                                                             | Argentina                                                                | 1 – 0                                                                    | Paraguay                                                                 | Qual. Mondiali 2026                                                      | -                                                                        |                                                                          |
| 17-10-2023                                                               | Lima                                                                     | Perù                                                                     | 0 – 2                                                                    | Argentina                                                                | Qual. Mondiali 2026                                                      | -                                                                        |                                                                          |
| 16-11-2023                                                               | Buenos Aires                                                             | Argentina                                                                | 0 – 2                                                                    | Uruguay                                                                  | Qual. Mondiali 2026                                                      | -                                                                        | 35’ 46’                                                                  |
| 21-11-2023                                                               | Rio de Janeiro                                                           | Brasile                                                                  | 0 – 1                                                                    | Argentina                                                                | Qual. Mondiali 2026                                                      | -                                                                        |                                                                          |
| 22-3-2024                                                                | Filadelfia                                                               | Argentina                                                                | 3 – 0                                                                    | El Salvador                                                              | Amichevole                                                               | -                                                                        | 73’                                                                      |
| 26-3-2024                                                                | Los Angeles                                                              | Argentina                                                                | 3 – 1                                                                    | Costa Rica                                                               | Amichevole                                                               | 1                                                                        | 60’                                                                      |
| 14-6-2024                                                                | Landover                                                                 | Argentina                                                                | 4 – 1                                                                    | Guatemala                                                                | Amichevole                                                               | -                                                                        | 62’                                                                      |
| 20-6-2024                                                                | Atlanta                                                                  | Argentina                                                                | 2 – 0                                                                    | Canada                                                                   | Coppa America 2024 - 1º turno                                            | -                                                                        |                                                                          |
| 25-6-2024                                                                | East Rutherford                                                          | Cile                                                                     | 0 – 1                                                                    | Argentina                                                                | Coppa America 2024 - 1º turno                                            | -                                                                        |                                                                          |
| 4-7-2024                                                                 | Houston                                                                  | Argentina                                                                | 1 – 1 (4 – 2 dtr)                                                        | Ecuador                                                                  | Coppa America 2024 - Quarti di finale                                    | -                                                                        |                                                                          |
| 9-7-2024                                                                 | East Rutherford                                                          | Argentina                                                                | 2 – 0                                                                    | Canada                                                                   | Coppa America 2024 - Semifinale                                          | -                                                                        | 78’                                                                      |
| 14-7-2024                                                                | Miami Gardens                                                            | Argentina                                                                | 1 – 0 dts                                                                | Colombia                                                                 | Coppa America 2024 - Finale                                              | -                                                                        | 61’ 97’                                                                  |
| 5-9-2024                                                                 | Buenos Aires                                                             | Argentina                                                                | 3 – 0                                                                    | Cile                                                                     | Qual. Mondiali 2026                                                      | 1                                                                        | 79’                                                                      |
| 10-9-2024                                                                | Barranquilla                                                             | Colombia                                                                 | 2 – 1                                                                    | Argentina                                                                | Qual. Mondiali 2026                                                      | -                                                                        | 64’                                                                      |
| 15-10-2024                                                               | Buenos Aires                                                             | Argentina                                                                | 6 – 0                                                                    | Bolivia                                                                  | Qual. Mondiali 2026                                                      | -                                                                        | 66’                                                                      |
| 14-11-2024                                                               | Asunción                                                                 | Paraguay                                                                 | 2 – 1                                                                    | Argentina                                                                | Qual. Mondiali 2026                                                      | -                                                                        | 64’                                                                      |
| 19-11-2024                                                               | Buenos Aires                                                             | Argentina                                                                | 1 – 0                                                                    | Perù                                                                     | Qual. Mondiali 2026                                                      | -                                                                        | 90’                                                                      |
| 21-3-2025                                                                | Montevideo                                                               | Uruguay                                                                  | 0 – 1                                                                    | Argentina                                                                | Qual. Mondiali 2026                                                      | -                                                                        | 80’                                                                      |
| 25-3-2025                                                                | Buenos Aires                                                             | Argentina                                                                | 4 – 1                                                                    | Brasile                                                                  | Qual. Mondiali 2026                                                      | 1                                                                        | 76’                                                                      |
| Totale                                                                   |                                                                          | Presenze                                                                 | 38                                                                       |                                                                          | Reti                                                                     | 4                                                                        |                                                                          |

## Palmarès

### Club

#### Competizioni nazionali
- Primera B Nacional: 1

Argentinos Juniors: 2016-2017
- Coppa di Lega inglese: 1

Liverpool: 2023-2024
- Campionato inglese: 1

Liverpool: 2024-2025

### Nazionale
- Campionato mondiale: 1

Qatar 2022
- Coppa dei Campioni CONMEBOL-UEFA: 1

Finalissima 2022
- Coppa America: 1

Stati Uniti 2024

### individuale
- PFA Premier League Team of the Year: 1

2024-2025